# Wotkinsk
Wotkinsk (russisch Во́ткинск; udmurtisch Вотка, Wotka) ist eine Industriestadt mit 99.022 Einwohnern (Stand 14. Oktober 2010) in der zu Russland gehörigen Republik Udmurtien.

## Lage
Wotkinsk liegt etwa 50 km nordöstlich der Republikhauptstadt Ischewsk. Die Stadt erstreckt sich entlang des Ufers des „Wotkinsker Teiches“, eines durch Aufstauung des Flusses Wotka entstandenen Sees. 30 km von Wotkinsk entfernt befindet sich das Wotkinsker Wasserkraftwerk.

## Geschichte
Wotkinsk entstand 1759 im Zusammenhang mit dem Bau eines Hammerwerkes. 1935 erhielt es den Stadtstatus. Wotkinsk ist die Geburtsstadt von Pjotr Iljitsch Tschaikowski. Der Komponist verbrachte hier die ersten acht Jahre seines Lebens auf einem Landgut, das seit 1940, seinem hundertsten Geburtstag, als Museum dient. Seit dem Jahr 1990 steht vor dem Anwesen am Seeufer ein Denkmal des Komponisten.

### Bevölkerungsentwicklung
| Jahr | Einwohner |
| ---- | --------- |
| 1939 | 38.634    |
| 1959 | 59.666    |
| 1970 | 74.088    |
| 1979 | 89.779    |
| 1989 | 103.509   |
| 2002 | 99.441    |
| 2010 | 99.022    |

Anmerkung: Volkszählungsdaten

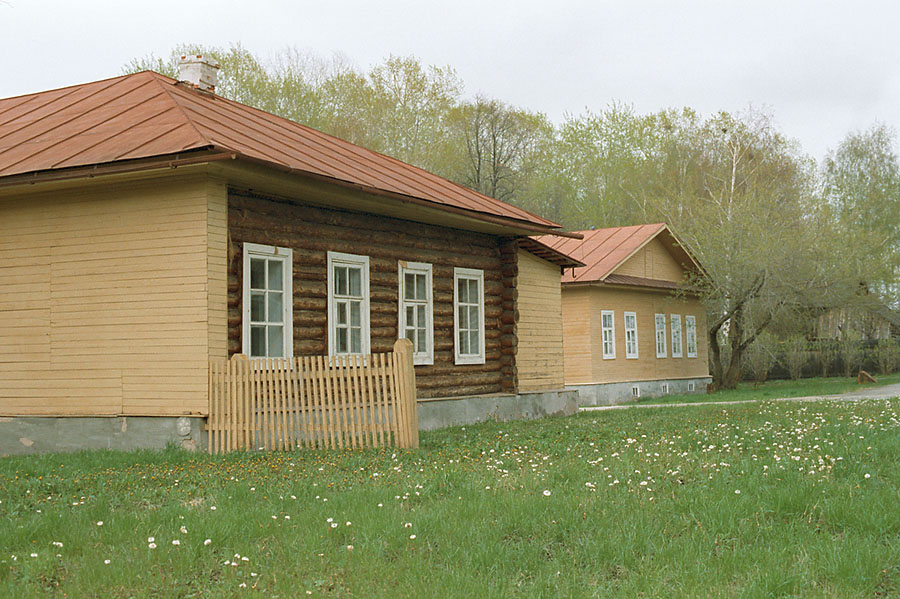
Holzhäuser in Wotkinsk
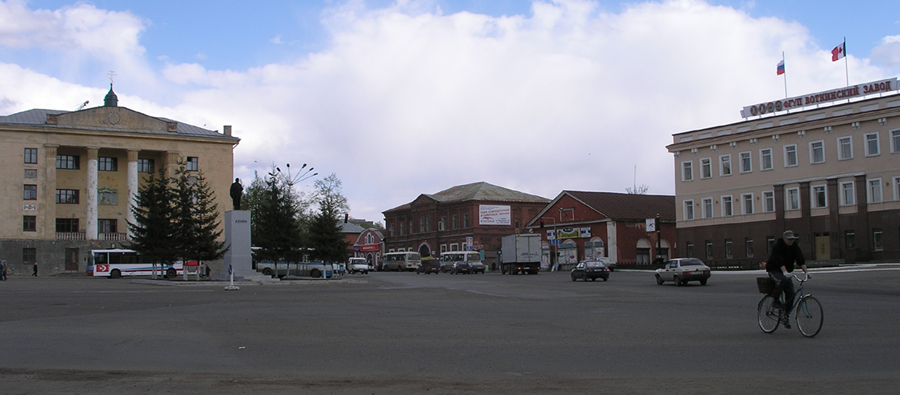
Zentrum von Wotkinsk

## Wirtschaft
In Wotkinsk gibt es mehrere Fabriken, unter anderem den Maschinenbauwerk Wotkinsk, der auf das im 18. Jahrhundert errichtete Hammerwerk zurückgeht und heute unter anderem Raketen des Typs Topol-M produziert.

## Söhne und Töchter der Stadt
- Pjotr Tschaikowski (1840–1893), Komponist
- Ljudmyla Kutschma (* 1940), sowjetisch-ukrainische Konstrukteurin, Aktivistin und die Ehefrau des zweiten ukrainischen Präsidenten Leonid Kutschma
- Rudolf Powarnizyn (* 1962), Leichtathlet
- Sergei Krjanin (* 1971), Skilangläufer
- Alexei Woltschuk (* 1976), Biathlet
- Dawid Beljawski (* 1992), Kunstturner